# Weston (hrabstwo Dunn)
Weston – miasto w Stanach Zjednoczonych, w stanie Wisconsin, w hrabstwie Dunn.